# علی‌آباد پشتشهر
 علی‌آباد پشتشهر، روستایی از توابع بخش مرکزی شهرستان همدان در استان همدان ایران است.

## زبان
عمده مردم این روستا به زبان فارسی همدانی سخن می‌گویند.

## جمعیت
این روستا در دهستان هگمتانه قرار دارد و براساس سرشماری مرکز آمار ایران در سال ۱۳۹۵، جمعیت آن ۷۷۵۹ نفر (۲۴۶۰خانوار) بوده است.